# Józef Bohdan Zaleski

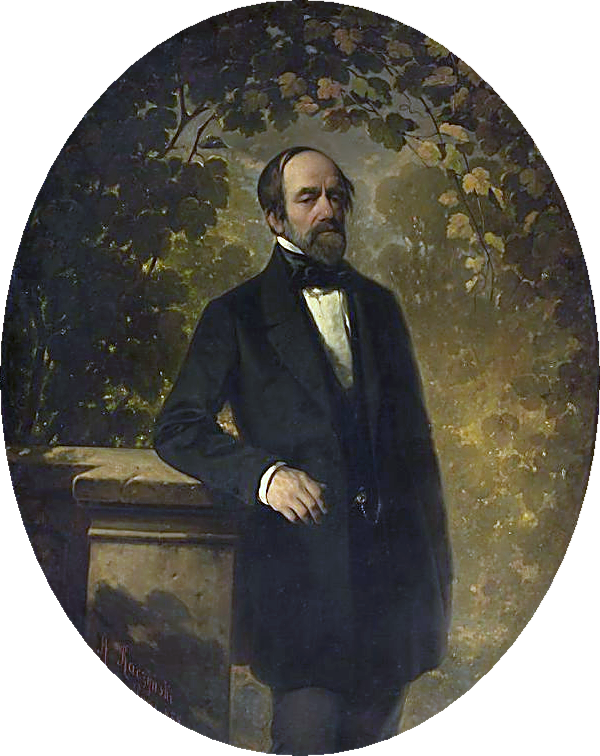
Józef Bohdan Zaleski

Józef Bohdan Zaleski (14. února 1802, Bohatyrka – 31. března 1886, Villepreux) byl polský básník období romantismu. Spolu s Antonim Malczewským, Sewerynem Goszczyńským a Michałem Grabowským patřil k tzv. ukrajinské škole polského romantismu.

## Životopis
Pocházel z chudé šlechtické rodiny, ze třinácti dětí. Studoval v Humani, kde se seznámil se Sewerynem Goszczyńským a Michałem Grabowským.
V roce 1820 odjel do Varšavy, kde byl aktivní ve vlasteneckých spolcích. Byl zapleten do spiknutí Piotra Wysockého. Účastnil se Listopadového povstání, za což získal Virtuti Militari. Zastával v této době i několik revolučních funkcí a redigoval list "Nowa Polska". Po povstání emigroval do Pruska, Lvova a nakonec do Francie.
I v Paříži byl politicky angažovaný ve vztahu k Polsku. V roce 1846 se oženil se Žofií Rosengardtovou, žačkou Chopina. Od roku 1853 byl členem rady Polské národní školy v Paříži. Na stáří se odstěhoval ke své dceři do Villepreux, kde oslepnul a nakonec zemřel.
Je pochován na Montmartru.

## Dílo
Zaleski byl jeden z prvních romantických básníků. Debutoval dílem Duma o Wacławie v roce 1819. Styl jeho poezie popsal Maurycy Mochnacki jako "brilantní". Používal sylabotónický verš, který mu zajistil popularitu i u hudebních skladatelů, například u Chopina.
Jeho dílo však kritizovali mnozí básníci, například Juliusz Słowacki a Cyprian Norwid, kteří jeho básně označovali jako "dětské říkanky". Naopak jej obdivoval Adam Mickiewicz.

## Hlavní básně
- Duma o Wacławie
- Duch od stepu. Przygrawka do nowej poezji
- Lubor. Ballada z powieści ludu
- Śpiew poety
- Rusałki. Fantazja
- Przenajświętsza rodzina